# Torderup
Torderup er en landsby i det nordlige Himmerland med 43 indbyggere (2008). Torderup er beliggende nær Romdrup Å tre kilometer nord for Vårst, syv kilometer syd for Gistrup og 16 kilometer sydøst for Aalborg. Landsbyen hører under Aalborg Kommune og er beliggende i Gunderup Sogn.
Landsbyen består af flere landbrugsejendomme med nyere driftsbygninger samt enkelte mindre landarbejderhuse og nedlagte husmandssteder. Bebyggelserne ligger både helt ud til vejen samt tilbagetrukket fra vejen. Overalt i byen er der udsyn til marker og det grønne element træder tydeligt frem i byen. Bebyggelsen er centreret omkring den nordvest-sydøst gående indfaldsvej, der snor sig i bløde kurver gennem byen. Det krogede vejforløb understreges af, at den østlige side af landsbyen er ubebygget. Mange af landsbyens gårde er markeret med allébeplantninger.